# نانسي ميركي (سباحة)
نانسي ميركي (المولودة في 1 يونيو 1926، والمُتوفاة في 7 أكتوبر 2014)، والمعروفة أيضًا بألقاب أزواجها ليز وكوري وبولاند، هي سباحة أمريكية مثلت الولايات المتحدة في دورة الألعاب الأولمبية الصيفية لعام 1948 في لندن. وعلى الرغم من إصابتها بشلل الأطفال في سن مبكرة، فقد سجلت العديد من الأرقام القياسية في سباحة الهواة في حياتها المهنية، مكان عظمها في أوائل مراهقتها، واستمرت في المنافسة في سباق 400 متر حرة في الألعاب الأولمبية.

## حياتها المبكرة والمهنية
نشأت نانسي ميركي في بورتلاند بأوريغون. أُصيبت في سن مبكرة بشلل الأطفال. ومع اكتشاف لقاح شلل الأطفال بعد سنوات، مارست السباحة كتمرين لتقليل آثار المرض في سن الثامنة. تدربت ميركي على يد مدرب السباحة جاك كودي، وتفوقت في هذه الرياضة. و في عام 1939 بسن 13 عامًا، دخلت مشهد السباحة في البطولات الوطنية لاتحاد الرياضيين الهواة، مسجلةً الأرقام القياسية الأمريكية في 200 و400 و800 متر حرة. عُرفت ميركي مع زملائها في نادي مولتنوماه الرياضي بريندا هيلسر، وسوزان زيمرمان، وجنيف كلاوس، وجويس ماكراي، وماري آن هانسن، باسم "أطفال كودي" نسبة إلى مدربهم جاك كودي، وبرزوا ليشاركوا بقوة في دورة الألعاب الأولمبية الصيفية لعام 1940، حتى أُلغيت الألعاب بسبب أحداث الحرب العالمية الثانية .
واصلت ميركي المنافسة في سباقات الرياضيين الهواة خلال الأربعينيات من القرن الماضي، مسجلة العديد من الأرقام القياسية، بما في ذلك تحطيم الرقم القياسي لمسافة 1500 متر سباحة حرة بمقدار 17 ثانية في بطولة الهواة عام 1941. وفازت ميركي وزملاؤها في الفريق بثلاث بطولات وطنية من عام 1939 إلى عام 1949، وسجلت ميركي بنفسها 19 رقمًا قياسيًا فرديًا. وفي عام 1941، عندما كانت في الخامسة عشرة من عمرها، احتلت المركز السادس في التصويت لجائزة جيمس إي سوليفان، التي تُمنح لأفضل رياضي هاوٍ في البلاد.

## الألعاب الأولمبية
انضمت ميركي إلى فريق الولايات المتحدة في دورة الألعاب الأولمبية الصيفية لعام 1948 على الرغم من أن الحرب منعتها من المنافسة في الألعاب الأولمبية في بداية حياتها المهنية. وصلت نانسي باسم نانسي ليز (حيث تزوجت وايتلوك ليز الابن قبل البطولة)،  إلى نهائيات سباق 400 متر حرة للسيدات، ولكنها أحرزت المركز الثامن.

## حياتها الشخصية
استقرت نانسي في منطقة أشفيل بولاية نورث كارولينا حيث تزوجت مرتين بعد وفاة زوجها. أُصيبت بمرض الزهايمر عام 2008 وتوفيت متأثرة بمضاعفات المرض عام 2014.
في عام 1955، صُورت حياة ميركي المبكرة وكفاحها للتغلب على شلل الأطفال بمساعدة المدرب كودي في إحدى حلقات المسلسل المختار التلفزيوني موكب أمريكا بعنوان وقت الشجاعة. قام ببطولة العرض غلوريا تالبوت في دور ميركي وهيو بومونت في دور جاك كودي.
أُدرج اسمها في قاعة مشاهير الرياضة في ولاية أوريغون في عام 1980 أثناء العرض الافتتاحي للقاعة هذا العام.

## روابط خارجية
- موكب أمريكا: وقت الشجاعة  في قاعدة بيانات الأفلام على الإنترنت (بالإنجليزية)